# Oreogrammitis subevenosa
Oreogrammitis subevenosa är en stensöteväxtart som först beskrevs av Baker, och fick sitt nu gällande namn av Barbara S. Parris. Oreogrammitis subevenosa ingår i släktet Oreogrammitis och familjen Polypodiaceae. Inga underarter finns listade.